# Paranthropus aethiopicus
Paranthropus aethiopicus è un ominide del genere Paranthropus.
Data la somiglianza con il genere Australopithecus viene anche chiamato Australopithecus aethiopicus.
Venne scoperto da Alan Walker nel 1985 tra i sedimenti della formazione di Nachukui, nelle prossimità occidentali del lago Turkana in Kenya.

Il cranio ritrovato risale a 2,5 milioni di anni ed è conosciuto nella comunità scientifica come "black skull" cioè cranio nero dal colore impresso al fossile dalla presenza dell'elevato contenuto di manganese. Si tratta di un reperto abbastanza completo che evidenzia una capacità cranica di 410 cm³ che è più piccola rispetto ad altri ominidi.

## Morfologia
Dai pochi dati a disposizione si deduce un ominide alto circa 1,50 m o 1,60 m, con una calotta cranica piuttosto piccola, bassa e allungata, dalla capacità di circa 410 cm³ vale a dire leggermente inferiore a quella di altri Paranthropus.
I lineamenti del cranio nero richiamano una serie di caratteristiche vicine a quelle dell'Australopithecus afarensis mentre altre sono più simili alle forme delle varianti più robuste.
- la forma della faccia è quella tipica del Paranthropus, mentre la parte posteriore del cranio assomiglia all'Australopithecus afarensis, nel cui genere era stato inizialmente inserito:
- presenta una cresta nucale più marcata rispetto ad altre specie del genere Paranthropus derivante dalla presenza di muscoli del collo eccezionalmente sviluppati
- la faccia è larga e piatta, con arcate zigomatiche larghe e avanzate per permettere il passaggio dei possenti muscoli masticatori
- il palato è largo e spesso, con denti di grande taglia come altri Paranthropus, specie macrodonti.
- il prognatismo facciale piuttosto sviluppato, con forame occipitale posteriore, e il forte sviluppo dei muscoli della nuca connessi verticalmente alla parte occipitale, presentano una situazione simile a quanto si ha nell'Australopithecus afarensis